# Adrien Bonhoure
Pour les articles homonymes, voir Bonhoure (homonymie).
Jules Adrien Jean Bonhoure, né le 26 août 1860 à Shanghai et mort le 18 avril 1929 à Paris 6e, est un haut fonctionnaire et administrateur colonial français.

## Biographie
Adrien Bonhoure est né d'un père gardois qui était alors missionnaire évangélique en Chine.
Reçu avocat à la Cour d'appel de Paris le 7 novembre 1882, il devient chef-adjoint du cabinet du président de la Chambre des députés en avril 1885, puis chef de ce cabinet de novembre 1885 à avril 1889, et enfin chef de cabinet du président du Conseil et ministre de l'Intérieur Charles Floquet d'avril 1888 à mars 1889.
En février 1890, il épouse Amélie Fontanes (1862 - 1913) dont il aura quatre enfants, René (1891), Marcel (1893), Suzanne (1894) et Jeanne (1896),  qui partageront les déplacements de la famille en France et dans l’Océan indien.
Nommé préfet des Pyrénées-Orientales à la fin du même mois, il passe préfet de Corse en décembre 1895, mais est appelé aux fonctions de trésorier-payeur général du département de la Mayenne dès mai 1896. Devenu trésorier-payeur général de la Vienne en septembre 1899, il prend les fonctions de préfet de la Haute-Loire en août 1901.
Nommé dans les Vosges en mars 1906, il devient gouverneur des colonies en poste à La Réunion le 26  juillet  1906. En 1907, Victor Augagneur, gouverneur général de Madagascar, propose le rattachement de l'île à Madagascar. Le 17 avril , Bonhoure est informé du projet. Il rend son avis le 1er juillet  où il critique les arguments d'Augagneur en soulignant les enjeux internes en cas d'application de cette réforme, en estimant irréalisable les économies mises en avant, en mettant en avant le non respect de la constitutionnalité et en estimant par contre que la colonie de Mayotte et dépendances peut être rattacher à Madagascar. Dans son rapport, il reconnait cependant que la Réunion pourrait réduire son budget dans les services judiciaires sans remettre en cause le fonctionnement général. Lucien Gasparin et Pierre Édouard Augustin Archambeaud, deux députés réunionnais, s'insurgent eux aussi contre ce projet considéré comme une perte de prestige et comme une injure de la part de la métropole. Le 15 septembre , de nombreux habitants manifestent au Jardin Colonial  et le 19, Bonhoure est sommé de s'expliquer. Le 3 décembre , Augagneur expose son projet au conseil des ministres. Le projet sera abandonné quelques années plus tard avec le déclenchement de la Première Guerre mondiale.
Il passe à la tête des établissements français de l'Inde en juin 1908. De septembre 1909 à juillet 1910, il est haut-commissaire par intérim en Nouvelle-Calédonie. Gouverneur des établissements français de l’Océanie de 1910 à 1912, il devient ensuite gouverneur de la Côte française des Somalis de 1913 à 1914 où il interdit, via un arrêté du 27 octobre 1913, tout recrutement d'indigènes sujets français ou protégés étrangers en vue d'exhibitions.

## Décorations
- Officier de la Légion d'honneur (22 juillet 1905)
  -  Chevalier de la Légion d'honneur (12 juillet 1888)